# 福临堡站
福临堡站是一个陇海线上的铁路车站，位于陕西省宝鸡市金台区福临堡，建于1954年，目前为四等站，邮政编码为721001。目前客运：办理旅客乘降；行李、包裹托运；货运：办理整车货物发到。